# A Família Capixaba
Associação Família Capixaba ou apenas A Família Capixaba, também conhecido pela sigla TCP/AFC, surgiu em Cariacica, nos bairros Porto Novo, Morro do Quiabo e Zumbi dos Palmares. É uma aliança entre bairros que não queriam se juntar ao Primeiro Comando de Vitória (PCV). Já em Vitória o Morro do Moscoso também pertence ao AFC. Aliado à Piedade, à Fonte Grande, ao Alagoano e à Ilha do Príncipe, que conta com o apoio logístico do Morro dos Gamas, em Cariacica.

## Lideres
Eduardo Lucas dos Santos Oliveira, Duduzinho
É o grande líder do grupo. Segundo a Polícia Civil do Estado do Espírito Santo, ele é o responsável pelos trâmites de compra das drogas para seus aliados, mas não costuma se envolver em conflitos armados, quem coordenava essa parte era Cara de Vaca, junto ao comparsa “Menor Erick”.
Vinicius Domingos Lopes, Cara de Vaca
É um dos principais líderes da região de Porto Novo, com a base do grupo concentrada no Morro do Quiabo, além de chefiar o tráfico em bairros aliados como Presidente Médici, Nova Canaã, Bairro Aparecida e Vila Graúna.
Erick de Almeida Bastos, Menor Erick
Aliado de Cara de Vaca na coordenação de ataques armados da facção.

## TCP Puro x TCP dos Veras
No Espírito Santo existe um outro TCP que não reconhece o Primeiro Comando da Capital como aliado, esses são considerados rivais pelo TCP/AFC, que passaram a se autodeclarar de TCP Puro por ter aliança com PCC.
O TCP dos Irmãos Veras ou TCP dos Veras, que controla Morro do Macaco, Itararé, Tabuazeiro, Morro do Jaburu, Santos Dumont, Morro do Conquista, Morro da Engenharia em Vitória/ES, tem conexão com TCP do Complexo da Maré no Rio de Janeiro.